# Scritti Politti
Scritti Politti è un gruppo musicale rock gallese.

## Storia
Fondati nel 1977 a Leeds (Inghilterra), gli Scritti Politti sono essenzialmente un gruppo funzionale all'espressione del cantautore Green Gartside, pseudonimo di Paul Julian Strohmeyer (Cardiff, Galles, 22 giugno 1955). Il nome deriva dal titolo di una raccolta di opere di Antonio Gramsci, Scritti Politici, storpiato per farlo combaciare per assonanza col titolo del brano Tutti Frutti di Little Richard.
Il gruppo ha inciso cinque album, il più famoso dei quali è Cupid & Psyche 85, del 1985.

## Discografia

### Album in studio
- 1982 - Songs to Remember
- 1985 - Cupid & Psyche 85
- 1988 - Provision
- 1999 - Anomie & Bonhomie
- 2006 - White Bread, Black Beer

### Raccolte
- 1986 - The Basics (12", MC)
- 2005 - Early
- 2011 - Absolute